# Авогадро (кратер)
Авогадро е кратер разположен в северната част на далечната страна на Луната. Има диаметър 139 км.
Кратерът е наименуван на италианския физик и химик Амадео Авогадро.